# 高野紀元
高野 紀元（たかの としゆき、1944年2月 - ）は、日本の外交官。東洋大学理事、日本郵便監査役、伊藤忠商事顧問。

## 略歴
- 1963年 - 東京都立日比谷高等学校卒業。
- 1966年 - 外務公務員採用上級試験合格[2]。
- 1967年 - 東京大学教養学部卒業後、外務省入省[2]。
- 英語研修(オックスフォード大学)、アジア局、アメリカ局、在米国大使館、在ビルマ大使館など。
- 1987年 - 在米国大使館参事官。
- 1990年 - 大臣官房人事課長。
- 1992年 - アジア局参事官。
- 1994年 - 北米局審議官。
- 1996年 - 在韓国大使館公使。
- 1997年 - 北米局長[2]。
- 1998年 - 外務省研修所長。
- 1999年 - 国際情報局長[2]。
- 2000年 - 東京大学客員教授。
- 2001年 - 外務審議官[2]。
- 2003年 - 在韓国特命全権大使[2]。
- 2005年 - 在ドイツ特命全権大使[2]。
- 2008年 - 伊藤忠商事株式会社顧問。
- 2013年 - 学校法人東洋大学理事。
- 2015年 - 日本郵便株式会社監査役[3]。
- 2019年 - 瑞宝重光章受章[4]。

## 駐韓大使として
2005年2月23日、テレビ朝日ソウル支局の韓国人記者が、外信記者クラブで『竹島の日』条例をどう思うかと質問した。高野は「そういう問題が起きているのは知っている」とし、「竹島は日本領」「この問題が日韓関係全般に悪影響を与えないことを望む」と解答した。韓国では「竹島は日本領」の部分のみが切り出されて報じられ、反発を呼び、ついには駐韓公使を呼び出しての「厳重抗議」に至った。
また、この発言を受けて、ソウルの日本大使館前で各市民団体が合同で反日集会を開催し、他の団体が、深夜デモ、断指、高野大使の顔が書かれた旗を燃やす、「日本は歴史歪曲を即刻中断しろ」と描かれた紙飛行機30個を日本大使館の中に投げ入れる、高野の名前が書かれた豚を捕獲するパフォーマンスを行うなどの騒動を起こす中、活貧団は、前夜の深夜デモに参加し、あくる日『新しい歴史教科書』をかたどったダンボール4箱を燃やすなどした後、洪貞植団長がナイフで自殺を試み、警察に阻止された。

## 同期
外務省入省同期には、竹内行夫（外務次官）、阿南惟茂（駐中国大使）、浅見真（駐コロンビア大使）、阿部知之（大臣官房長）、渡辺俊夫（駐アルゼンチン大使）、阿部信泰（ウィーン代表部大使）、西村六善（OECD大使、欧亜局長）、渡辺彬（駐アルジェリア大使）、天江喜七郎（駐シリア大使、中近東アフリカ局長）、山崎隆一郎（駐フィリピン大使）、黒川祐次（駐ウクライナ大使）、上田秀明（駐オーストラリア大使）など。